# Сучасна українська політика (збірник наукових праць)
«Сучасна українська політика» — збірник наукових праць, фахове видання з політичних та філософських наук. ISSN 1810-5270.
Свідоцтво про державну реєстрацію: КВ № 17008-5778Р від 19.07.2010 р. Видається українською та російською мовами.
Засновники видання: Інститут політичних і етнонаціональних досліджень ім. І. Ф. Кураса НАН України, Асоціація політичних наук України, Українська академія політичних наук, Український центр політичного менеджменту, Чорноморський державний університет імені Петра Могили.
Збірник засновано у 1999 році за ініціативою І. Кураса, М. Михальченка, Ф. Рудича та інших українських науковців. До 2010 року видавався під назвою «Сучасна українська політика. Політики та політологи про неї».

У 1999 році перший випуск збірника (вип. 1) здійснено Українсько-фінським інститутом менеджменту та бізнесу. У 2002 році до видання збірника долучився Інститут держави і права імені В. М. Корецького НАН України (вип. 2—4). Протягом 2004–2007 рр. видавцем збірника був Миколаївський державний гуманітарний університет ім. П. Могили (вип. 6—9). Починаючи з 2007 року (вип. 10—дотепер) видавцем збірника є Український центр політичного менеджменту.

Голова редакційної колегії збірника — доктор філософських наук, член-кореспондент НАН України М. Михальченко, заступник голови редакційної колегії — доктор політичних наук Ю. Шайгородський.

Проблематика: висвітлення питань політології, науковий аналіз та прогнозування політичного розвитку суспільства, дослідження теоретичних засад внутрішньої та зовнішньої політики країни, проблем соціальної філософії, філософії історії, культури, науки й освіти.
З 1999 року збірник входитьдо переліку наукових фахових видань, затверджених МОН України у галузі політичних наук.

У 2010 році збірник наукових праць «Сучасна українська політика» внесено до переліку наукових фахових видань з політичних і філософських наук, у яких можуть публікуватися результати дисертаційних робіт на здобуття наукових ступенів доктора та кандидата наук. За час виходу видання на його сторінках опубліковано близько 900 статей українських та зарубіжних авторів.

З 2007 року повнотекстова версія збірника розміщується на сайті Національної бібліотеки України ім. В. І. Вернадського та на сайті Українського центру політичного менеджменту.
З 2011 року видання внесено до «Літопису журнальних статей» Книжкової палати України.

## Редакційна колегія
В. Андрущенко, М. Багмет, В.Горбатенко, О. Калакура, М. Кармазіна, В. Ковалевський, Л. Кочубей, М. Лукашевич, О. Майборода, М. Михальченко, О. Онищенко, М. Панчук, Ф. Рудич, А. Толстоухов, В. Цвих, Ю. Шайгородський, Л. Шкляр.